# Tequila (vulkán)
A Tequila egy 2920 méter magas kialudt tűzhányó Mexikó Jalisco államában.

## Földrajz
Az andezites–dácitos kőzetekből álló Tequila a Vulkáni-kereszthegység nyugati részén, Tequila településtől 10 km távolságra déli irányban található, a 15-ös főúttól szintén délre. A városból egy körülbelül 18 km hosszú kövezett út vezet fel a csúcsra. A vulkán tetején elhelyezkedő, mintegy 210 000 évvel ezelőtt kialakult kráter kevesebb mint 2 km átmérőjű, de nyugati–északnyugati irányban fala az erózió következtében lepusztult. Közepén egy magányos, 50 méter magas sziklatömb emelkedik, a La Tetilla, amely a legutolsó, valószínűleg i. e. 20 000 körül történt kitörés során kiömlött, majd megszilárdult láva kiemelkedésével keletkezett.

## Élővilág
A hegy legnagyobb részét magyaltölgyes erdő borítja, de a kráterben cédruserdők, borókák, a legmagasabb, hidegebb részeken pedig magnóliás köderdők is előfordulnak, ahol szürke zuzmóval borított törpe tölgyek is élnek. Az alsó részeken, a tenger szintje felett mintegy 1250 méterrel fekvő völgyből felfelé indulva agávék és aloék fordulnak elő nagy számban.

## Kulturális jelentőség
A vulkán a prehispán kultúrák szent helye volt. A legnagyobb értéket számukra az itt található obszidián jelentette, amelyet már 3500 éve használnak: a belőle készült, és a környék első exporttermékévé vált éles eszközök után kapta a hely a tequila nevet is, amely szó jelentése „a hely, ahol vágnak”. A mezoamerikai hit szerint három részre tagozódó világ mindhárom fő területe megtalálható volt a Tequila környezetében: az alvilág a magmakamrában, a földi világ a valódi talajon, a menny pedig a csúcson, a Tetilla sziklánál. A vulkán körül időszámításunk kezdete körül már 32 városban 40 000-en éltek, később olyan települések alakultak ki a vidéken, mint Teuchitlán, Huitzilapa és a később Santa Quiteriának nevezett falu.